# Catracis faecaria
Catracis faecaria är en insektsart som först beskrevs av Stsl 1866.  Catracis faecaria ingår i släktet Catracis och familjen Flatidae. Inga underarter finns listade i Catalogue of Life.